# Moštanica
Moštanica is een plaats in de gemeente Petrinja in de Kroatische provincie Sisak-Moslavina. De plaats telt 89 inwoners (2001).